# Sesto Rondò
Sesto Rondò è una stazione della linea M1 della metropolitana di Milano.

## Storia
La stazione venne attivata il 28 settembre 1986, come parte del prolungamento da Sesto Marelli a Sesto 1º Maggio FS.
Presso Sesto Rondò si trovava la stazione di Sesto San Giovanni della ferrovia Milano-Monza. La stazione fu sostituita nel 1966 dall'impianto attuale, mentre il ponte pedonale che collegava piazza della Repubblica a piazza Garibaldi fu demolito durante il prolungamento della metropolitana. Oggi l'attraversamento è garantito da un sottopasso pedonale che conduce alla stazione M1.

## Interscambi
La stazione di Sesto Rondò è servita da alcune autolinee interurbane ATM.
- Fermata autobus

## Servizi
La stazione dispone di:
- Scale mobili
- Emettitrice automatica biglietti
- Stazione videosorvegliata